# Hall of Fame Tennis Championships 2000
Hall of Fame Tennis Championships 2000 — тенісний турнір, що проходив на трав'яних кортах у місті Ньюпорт, США з 10 липня . Належав до категорії ATP International Series.

## Фінальна частина

### Одиночний розряд
Петер Весселс —  Єнс Кніппшильд 7–6(7–3), 6–3

### Парний розряд
Джонатан Ерліх /  Харел Леві —  Кайл Спенсер /  Мітч Спренгелмеєр 7–6(7–2), 7–5